# Frasne
Pour les articles homonymes, voir Frasne (homonymie).
Frasne est une commune française située dans le département du Doubs, la région culturelle et historique de Franche-Comté et la région administrative Bourgogne-Franche-Comté.
Ses habitants sont appelés les Frasnois et Frasnoises ou, en arpitan, les Fraignauds et Fraignaudes.

## Géographie
Frasne est traversée par la route nationale 471.
La gare de Frasne est située à une bifurcation de deux lignes de chemin de fer reliant la France à la Suisse (la ligne de Frasne à Verrières-de-Joux (frontière) vers Berne, la ligne de Dijon-Ville à Vallorbe (frontière) vers Lausanne).

### Communes limitrophes

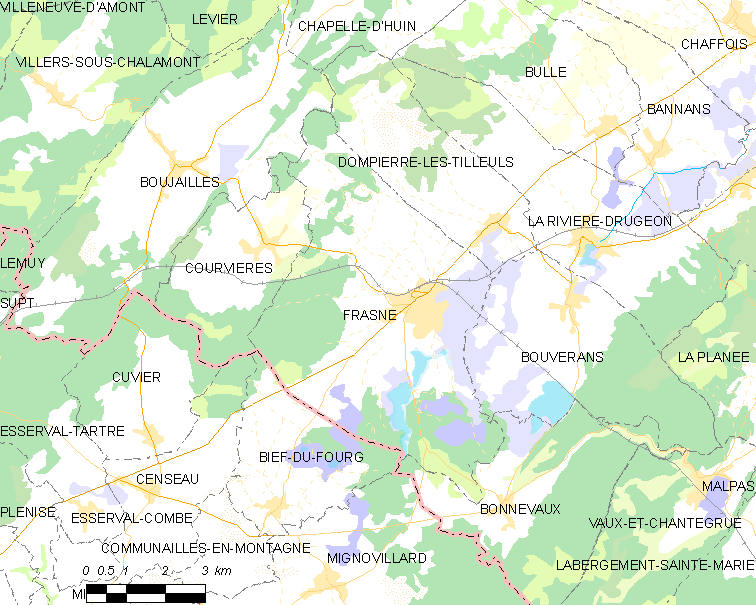
Carte de la commune de Frasne et des proches communes.

### Climat
Pour des articles plus généraux, voir Climat de la Bourgogne-Franche-Comté et Climat du Doubs.
En 2010, le climat de la commune est de type climat de montagne, selon une étude du Centre national de la recherche scientifique s'appuyant sur une série de données couvrant la période 1971-2000. En 2020, Météo-France publie une typologie des climats de la France métropolitaine dans laquelle la commune est exposée à un climat de montagne ou de marges de montagne et est dans la région climatique  Jura, caractérisée par une forte pluviométrie en toutes saisons (1 000 à 1 500 mm/an), des hivers rigoureux et un ensoleillement médiocre. 
Pour la période 1971-2000, la température annuelle moyenne est de 7,1 °C, avec une amplitude thermique annuelle de 16,1 °C. Le cumul annuel moyen de précipitations est de 1 620 mm, avec 14 jours de précipitations en janvier et 10,9 jours en juillet. Pour la période 1991-2020, la température moyenne annuelle observée sur la station météorologique de Météo-France la plus proche, « Labergement », sur la commune de Labergement-Sainte-Marie à 13 km à vol d'oiseau, est de 8,0 °C et le cumul annuel moyen de précipitations est de 1 459,4 mm. 
La température maximale relevée sur cette station est de 36,4 °C, atteinte le 31 juillet 1983 ; la température minimale est de −33 °C, atteinte le 9 janvier 1985,,. 
Les paramètres climatiques de la commune ont été estimés pour le milieu du siècle (2041-2070) selon différents scénarios d'émission de gaz à effet de serre à partir des nouvelles projections climatiques de référence DRIAS-2020. Ils sont consultables sur un site dédié publié par Météo-France en novembre 2022.

## Urbanisme

### Typologie
Au 1er janvier 2024, Frasne est catégorisée bourg rural, selon la nouvelle grille communale de densité à 7 niveaux définie par l'Insee en 2022.
Elle est située hors unité urbaine. Par ailleurs la commune fait partie de l'aire d'attraction de Pontarlier, dont elle est une commune de la couronne,. Cette aire, qui regroupe 54 communes, est catégorisée dans les aires de moins de 50 000 habitants,.

### Occupation des sols
L'occupation des sols de la commune, telle qu'elle ressort de la base de données européenne d’occupation biophysique des sols Corine Land Cover (CLC), est marquée par l'importance des territoires agricoles (43,6 % en 2018), en diminution par rapport à 1990 (45,5 %). La répartition détaillée en 2018 est la suivante : prairies (43,3 %), forêts (30,3 %), zones humides intérieures (14 %), milieux à végétation arbustive et/ou herbacée (4,7 %), zones urbanisées (3,8 %), eaux continentales (2,8 %), zones industrielles ou commerciales et réseaux de communication (0,9 %), terres arables (0,2 %). L'IGN met par ailleurs à disposition un outil en ligne permettant de comparer l’évolution dans le temps de l'occupation des sols de la commune (ou de territoires à des échelles différentes). Plusieurs époques sont accessibles sous forme de cartes ou photos aériennes : la carte de Cassini (XVIIIe siècle), la carte d'état-major (1820-1866) et la période actuelle (1950 à aujourd'hui).

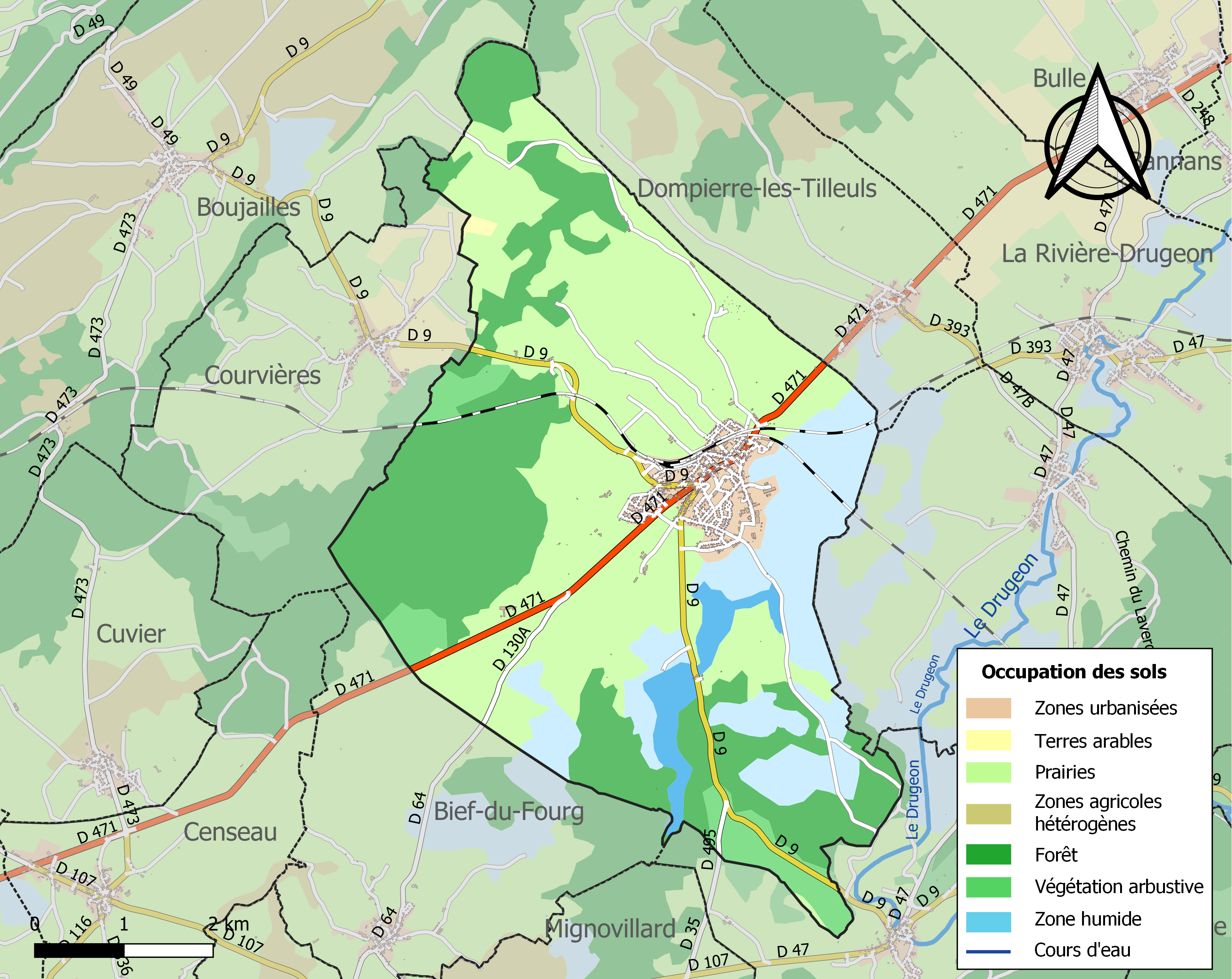
Carte des infrastructures et de l'occupation des sols de la commune en 2018 (CLC).

## Toponymie
Frasinus en 1148 ; Fragne en 1275 ; Frasne en 1263, 1280 ; Freigne en 1265, 1289, 1312 ; Fraxine à la fin du XIVe siècle.

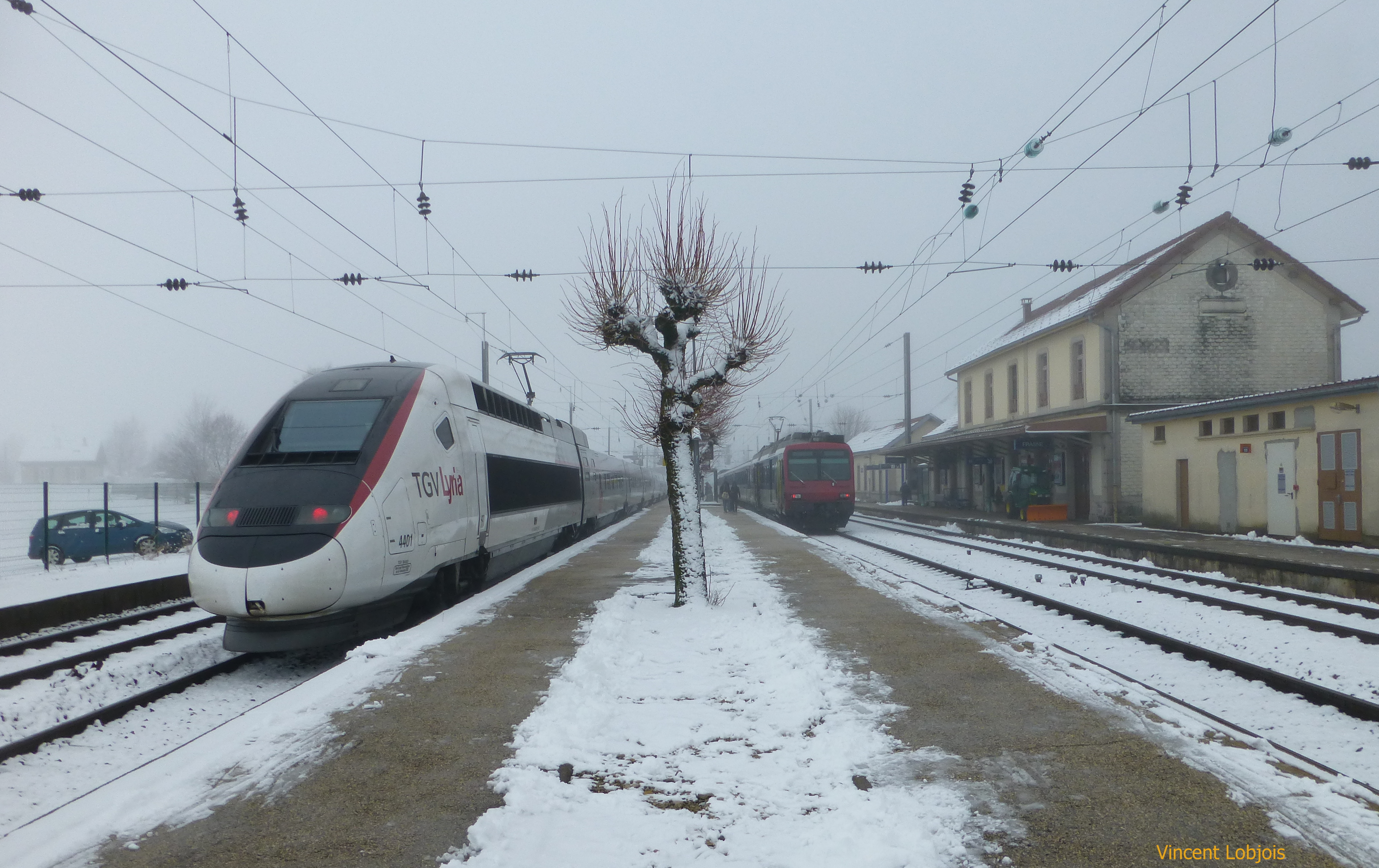
Ambiance hivernale en gare de Frasne.

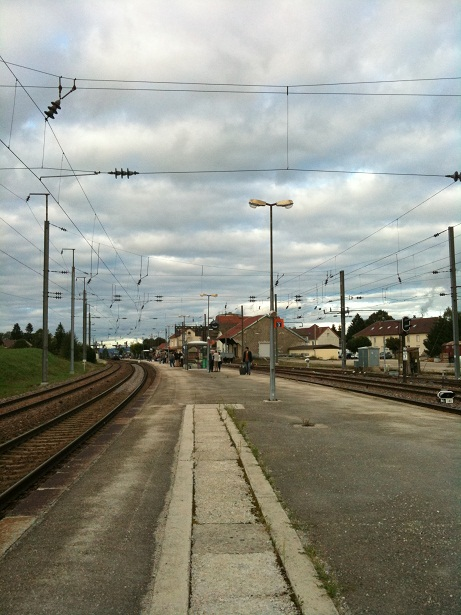
La gare de Frasne en 2012.

L'origine du nom de la commune vient du nom de l'arbre le frêne, qui se trouvait en abondance dans ce village lors de sa fondation.

## Histoire
Le village dépendait de la seigneurie de La Rivière pour le bourg et de celle de Nozeroy pour les eaux et les forêts. Une voie romaine passait près du village, plus précisément à Sous-le-Pré-de-Bry, à Pouaille et à Es-Libard (les Liébards) ; dans le voisinage de cette voie il existait une fontaine entourée de pierre de taille appelée le Puit-de-Fraigneau (au lieu-dit Frainiau). Entre le village et Bief-du-Fourg il se dressait une borne nommée « La pierre-qui-vire ».

### La Grange de Cessay
Le fief comprenait, outre le bourg, l'Étang-Vieux ou Moulin-de-Chiérel, les Moulins-Vieux, les Moulins-neufs, le Moulin-de-Paroy, la Scie-Besancenet, le Lac-de-l'Écoulant et la Grange de  Cessay. Ces lieux étaient mentionnés dans les titres de l'abbaye de Mont-Sainte-Marie en 1200. La Grange de Cessay était appelée Sicais à cette époque et Sexsex dans le mandement de créance de Jean III de Chalon-Arlay en 1369. En 1708, l'abbé de Baume disait dans un mémoire que : « Cessay ne dépend point de Frâne, qui a son territoire dépendant de l'abbaye de Sainte-Marie, et partant que c'est une paroisse distincte et séparée de Frâne ; qu'il y avait autrefois une église dont on voit encore à présent (1708) les vestiges, où les religieux de l'abbaye faisaient les fonctions de curé et administraient les sacrements à leurs fermiers dudit Cessay ; que si, à la suite des temps, l'église est tombée en ruines, les religieux ont abandonné l'endroit pour le tout réduire à ladite abbaye : et lesdits fermiers ont pratiqué les sacrements à Frâne, non en qualité de paroissiens du lieu, mais par nécessité et comme endroit le plus voisin ». Cessay ne fut réuni à Frasne qu'après la Révolution.

### Condat et Sainte-Marie
Le nom de Frasne apparaît en 1090 dans une donation d'un meix (habitation d’un cultivateur, jointe à autant de terre qu’il en faut pour l’occuper et le nourrir) et d'un pré de la part de Gaucher II de Salins à l'abbaye de Cluny. En 1184, l'empereur Frédéric Barberousse confirmait les biens de l'abbaye de Saint-Oyand de Joux et entre autres il était question de l'église de Dompierre et de la chapelle de Saint-Georges à Frâne (ecclesiam de domino Petro cumprioratu et capella sancti Georgii). Il semble qu'il existait trois châteaux dans le village, un près de l'église, un autre au Clos-chez-Jean et le troisième dans l'habitation de l'ancien capitaine Marmier. En 1311, Jean Ier de Chalon-Arlay rendait hommage à Philippe IV le Bel pour les fiefs qu'il tenait, Frasne y était cité sous le nom de Frainne.
En 1233, le prévôt de Frasne, nommé Vaucher, vendait à l'abbaye Sainte-Marie un pré au lieu-dit de Pouaille, cette vente était garantie par Amaury III de Joux. Cette même année les habitants du village accordaient aux religieux de Sainte-Marie le droit de parcours sur les terres du territoire de Cessay. En 1237 Pichot, habitant du bourg, donnait aux religieux de cette abbaye un quart du moulin de Chenol et plus tard Ponce lui faisait don de tous ses droits sur ce même moulin. L'abbaye augmentait encore ses revenus par les dons de Hugues et Henry d'Usie, par la donation de Pierre de Molpré en 1248 et par celui de Béatrix de Vienne, épouse d'Hugues Ier de Chalon-Arlay, en 1338.

### Marescot et Cécile
En 1266 vivait à Frasne Robelin, dit Comte, fils de Richard Contat, il était cité dans un acte de vente d'un pré à Fauque (ou Faucon) Marescot. Cette famille possédait beaucoup de terre à Frasne mais aussi à La Rivière, Bonnevaux et Bannans. L'un d'eux, Jean Clerc Marescot, était affranchis pour 120 livres estevenants en 1337. En 1360, Jean II de Chalon-Arlay permettait à Jean et Guillaume, frères et moines à Romain-Moûtier, de posséder les biens qui dépendaient des frères  Hugues, Pierre et Oudot Marescot car ceux-ci étaient décédés sans héritiers ; cette donation était faite à la condition que ces moines, ou l'un des deux, résident dans le village et qu'ils ne pourraient ni vendre ce bien ni le donner.
Une autre famille connue du village était celle des Cécile, elle donnait plusieurs conseillers au parlement de Dole mais aussi des magistrats et des notaires à Pontarlier. Elle était affranchie en 1318 en même temps que la famille Quetal ou Quetaud.

### L'église
Au XIIe siècle, l'église du village était dirigée par Pierre, second abbé de Saint-Vincent, il succédait à Achard, premier abbé de cette abbaye, à qui l'archevêque Hugues III donnait l'autel de Frâne avec ses dépendances en 1092 (altare quoque Fraxini cum appenditiis suis).

### Le péage de La Rivière
La maison de Chalon possédait de très bonne heure des biens dans le village, c'est ainsi qu'en 1273 Laure de Commercy, épouse de Jean Ier de Chalon, achetait une maison dans le bourg, l'année suivante elle acquérait le four. Hugues Ier de Chalon-Arlay, en 1289, y possédait des « ménages » d'hommes mainmortables.
Ils avaient également établi dans le village, de même qu'à Bouverans, un droit de péage sur les marchandises allant « de vent à bise ou de bise à vent » (du sud-est au nord-ouest ou l'inverse). D'après le « terrier » de La Rivière en 1339, ce droit était : « le cent de fer, d'acier, de plomb, de cuivre, de laiton et toutes autres marchandises qui se pèsent = 6 deniers ; la tonnelle d'harengs blancs = 6 deniers ; le tonneau d'harengs sans sel tenant trois tonnes = 18 deniers ; le demi tonneau = 9 deniers ; la basle de mercerie, mestée d'épices et autre mercerie = 18 deniers ; la baste de drap et de laine = 24 deniers ; la baste de futailles appelée rucin = 2 deniers ; la baste de petites peaux, comme renard, de martes et de petits agneaux = 24 deniers ; la chevalée d'huile d'olive à trois chamées = 24 deniers ; le cheval de prix qui passe vingt livres = 3 sous ; la meule de moulin = 5 sous ; le char chargé de vin, bled ou sel = 4 deniers ; pour la charrette = 2 deniers ; la luge (traineau) double chargée = 4 deniers ; la luge simple à un cheval = 2 deniers ; le cheval ferré = 4 deniers ; le cheval non ferré comme le poulain et la pouline = 2 deniers ; le bœuf ou la vache = 1 denier ; la brebis, le mouton ou le porc = 1 engrogne ; les bêtes de teil rien ; les cuirs de bœufs, de vache et de cheval = 1 denier ; la douzaine de peaux de brebis ou de moutons = 4 deniers ; celle de petits agneaux, petits veaux, renards et autres petites bêtes = demi denier ; le bascon catier que l'on mène sur le char = 1 denier ; le char qui mène un demi drap non embaslé = 4 deniers ; le chaval chargé de poissons doit au châtelain de La Rivière cinq sous estevenants ; parmi ce, le châtelain doit au marchand son dîner et un picotin d'avoine pour son cheval ; et si le châtelain veut, il peut prendre un poisson après les deux meilleurs ; item le marchand conduisant ledit poisson, pour le même péage = 2 deniers ; le cheval chargé de bled, vin ou autres = 2 deniers ».
Dans une charte du 10 mai 1375, Hugues II de Chalon-Arlay reconnaissait le droit d'usage qu'avaient les habitants du village dans les forêts de la seigneurie de Nozeroy, qui seront délimitées en 1586 par des bornes aux armoiries des Chalon, et voulait bien convertir en un cens de 80 livres, payable au receveur de ce lieu, les prestations que lui devaient les villageois en raison de ces mêmes droits, entre autres celui de « tréhut » (« droit dû au seigneur à raison du grand gibier », en 1517 les religieux de Sainte-Marie réclamèrent un ours qui avait été tué dans le bois de Chalamont) ; mais aussi les droits de « servitudes, exactions, missions de blés, de corvées, de fromages, de courtoisie et d'argent, et de toutes les autres choses auxquelles ils étaient tenus à cause de leur foresterie ». En 1425, les habitants du village obtenaient le « droit de parcours » dans les bois du seigneur de Chalon.
Après les ravages des guerres de Trente Ans au XVIIe siècle (guerre de Dix Ans en Franche-Comté), les registres paroissiaux du village attestent que la paroisse était déserte, « parochia deserta ». Plusieurs familles quittèrent le pays et deux d'entre elles partirent à Rome, celle des Barbaud et des Cornier ; lors du premier Empire un sergent d'un régiment napoléonien nommé Barbaud était logé à Frasne où il apprit que ses ancêtres étaient originaires de ce village.

### Blasonnement
Le blason de la commune a pour définition héraldique : D'or chargé en chef d'un écusson de gueules à la bande d'or et en flancs de deux sapins de sinople fusté de sable, à la champagne ondée d'azur.

## Politique et administration
| Période   | Période      | Identité         | Étiquette                  | Qualité                                                            |
| --------- | ------------ | ---------------- | -------------------------- | ------------------------------------------------------------------ |
| 1904      | 1922         | Charles Girod    |                            |                                                                    |
| 1922      | 1929         | Adolphe Girod    |                            | député du Doubs                                                    |
| 1977      | 1989         | Jean Turberg     | RPR                        | Conseiller régional vice-président                                 |
| 1989      | 1995         | Lucien Bôle      | DVG                        |                                                                    |
| 1995      | 2001         | Jacques Nicolet  | RPR                        |                                                                    |
| mars 2001 | février 2007 | Lucien Bôle      | DVG                        |                                                                    |
| mars 2007 | mars 2008    | Maurice Vanthier | DVD                        |                                                                    |
| mars 2008 | 2014         | Philippe Alpy    | DVD                        |                                                                    |
| mars 2014 | mai 2020     | Philippe Alpy    | DVD puis UDI puis Agir     | Agriculteur - Conseiller Départemental                             |
| mai 2020  | En cours     | Philippe Alpy    | DVD app.Agir puis Horizons | Agriculteur - Conseiller Départemental-Référent départemental Agir |

## Démographie
L'évolution du nombre d'habitants est connue à travers les recensements de la population effectués dans la commune depuis 1793. Pour les communes de moins de 10 000 habitants, une enquête de recensement portant sur toute la population est réalisée tous les cinq ans, les populations de référence des années intermédiaires étant quant à elles estimées par interpolation ou extrapolation. Pour la commune, le premier recensement exhaustif entrant dans le cadre du nouveau dispositif a été réalisé en 2008.

En 2022, la commune comptait 1 958 habitants, en évolution de +0,41 % par rapport à 2016 (Doubs : +1,88 %, France hors Mayotte : +2,11 %).
| 1793 | 1800 | 1806 | 1821 | 1831 | 1836 | 1841 | 1846 | 1851  |
| ---- | ---- | ---- | ---- | ---- | ---- | ---- | ---- | ----- |
| 920  | 861  | 872  | 874  | 947  | 977  | 970  | 979  | 1 004 |

| 1856 | 1861 | 1866  | 1872  | 1876  | 1881  | 1886  | 1891  | 1896  |
| ---- | ---- | ----- | ----- | ----- | ----- | ----- | ----- | ----- |
| 889  | 982  | 1 017 | 1 016 | 1 014 | 1 088 | 1 074 | 1 060 | 1 050 |

| 1901  | 1906  | 1911  | 1921  | 1926  | 1931  | 1936  | 1946  | 1954  |
| ----- | ----- | ----- | ----- | ----- | ----- | ----- | ----- | ----- |
| 1 080 | 1 076 | 1 069 | 1 102 | 1 188 | 1 103 | 1 205 | 1 202 | 1 301 |

| 1962  | 1968  | 1975  | 1982  | 1990  | 1999  | 2006  | 2008  | 2013  |
| ----- | ----- | ----- | ----- | ----- | ----- | ----- | ----- | ----- |
| 1 367 | 1 353 | 1 430 | 1 355 | 1 519 | 1 624 | 1 753 | 1 789 | 1 908 |

| 2018  | 2022  | - | - | - | - | - | - | - |
| ----- | ----- | - | - | - | - | - | - | - |
| 1 921 | 1 958 | - | - | - | - | - | - | - |

## Économie
Frasne dispose de commerces : presse-tabac, restaurants, commerces d'alimentation, pharmacie, médecins, pompiers, d'une zone Industrielle, d'un collège, d'une halte-garderie ; de deux stades de foot, d'un terrain de tennis, salle des fêtes, parcours santé, coiffeurs, pistes de ski de fond, liaison par car vers la station de ski alpin de Métabief (station ski France).
Marché le mardi matin place Rouy. Fête des Myrtilles début août.

## Lieux et monuments
- L'église Saint-Georges recensée dans la base Mérimée[24]
- Chapelle Saint-Roch du XVIIe siècle (qui dépendait de la Grange de Cessay) recensée dans la base Mérimée lors du récolement de 1975[25].
- Ancienne « chapelle de l'Étang », au lieu-dit « ancienne scierie de l'Étang », au bord de l'étang de Frasne, sur la route de Bonnevaux. Cette chapelle fait partie d'un ensemble de maisons et bâtiments d'usine (scierie) construit aux alentours de 1930 constituant le lieu-dit « hameau de la scierie » (appellation cadastrale), rebaptisé récemment « hameau de l'étang ». C'est sous l'impulsion d'un maître scieur, M. Chauvin, associé au propriétaire de l'étang, M. Charton, qu'une scierie s'installe à cet endroit à cette époque. L'existence d'une entreprise du même type antérieurement à cette date est très probable. L'eau de cet étang canalisé depuis très longtemps a servi à d'autres fins (moulin à grain) au fil des siècles passés. Les machines de la scierie fonctionnaient grâce à la force motrice de l'eau de l'étang qui s'écoulait par une canalisation souterraine traversant la route. Le propriétaire de l'époque, animé sans doute d'un certain esprit paternaliste d'entrepreneur, construisit côté étang sa propre demeure typique des maisons dites « bourgeoises » ou de « maître » des années trente (encore visible). La maison du régisseur est du même côté. On y trouve également cette chapelle et tout au bord de l'eau, l'école réservée aux enfants du personnel. De l'autre côté se trouvaient la scierie proprement dite et les bâtiments du personnel. Ainsi, il satisfaisait en un même lieu, en maître et fondateur, à plusieurs dimensions de la vie humaine : le travail, la religion et l'éducation.
- Les tourbières de Frasne : Réserve naturelle régionale des tourbières de Frasne-Bouverans
- Les étangs de Frasne.

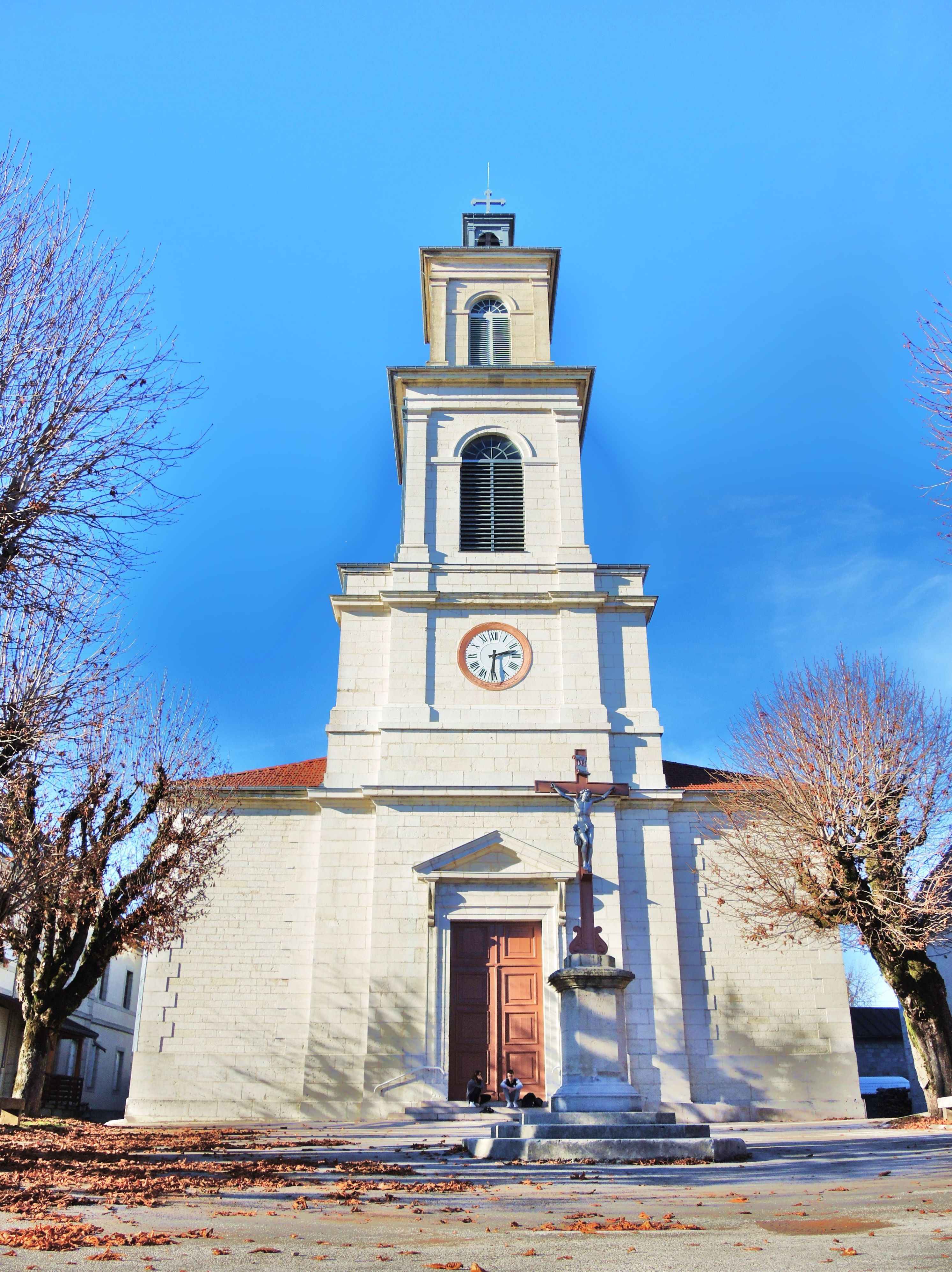
L'église Saint-Georges.
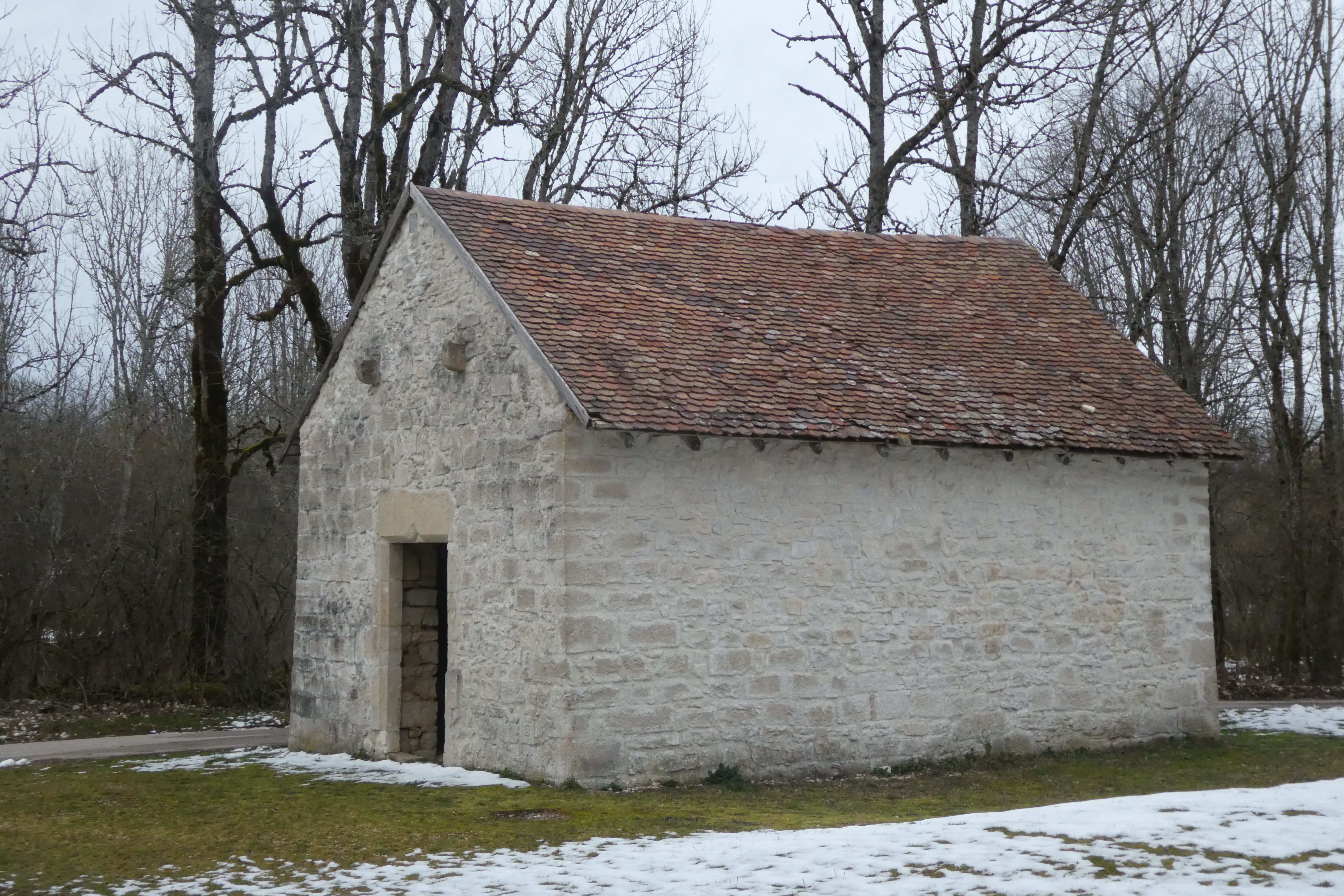
Chapelle Saint-Roch.
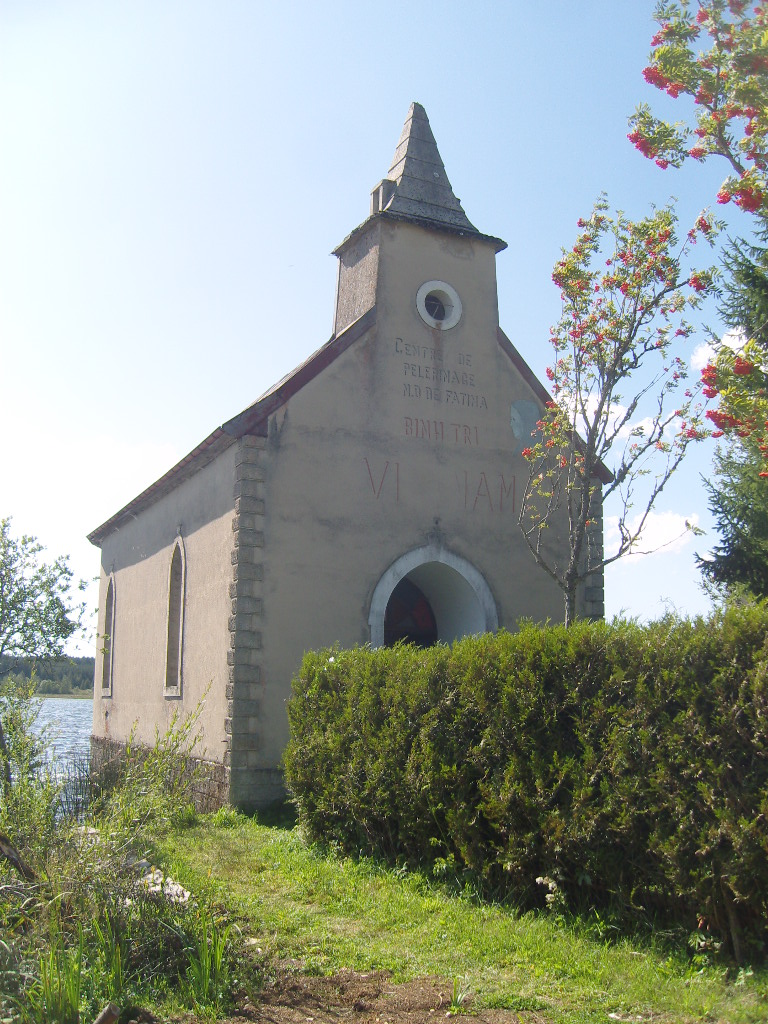
Chapelle de l'Étang.
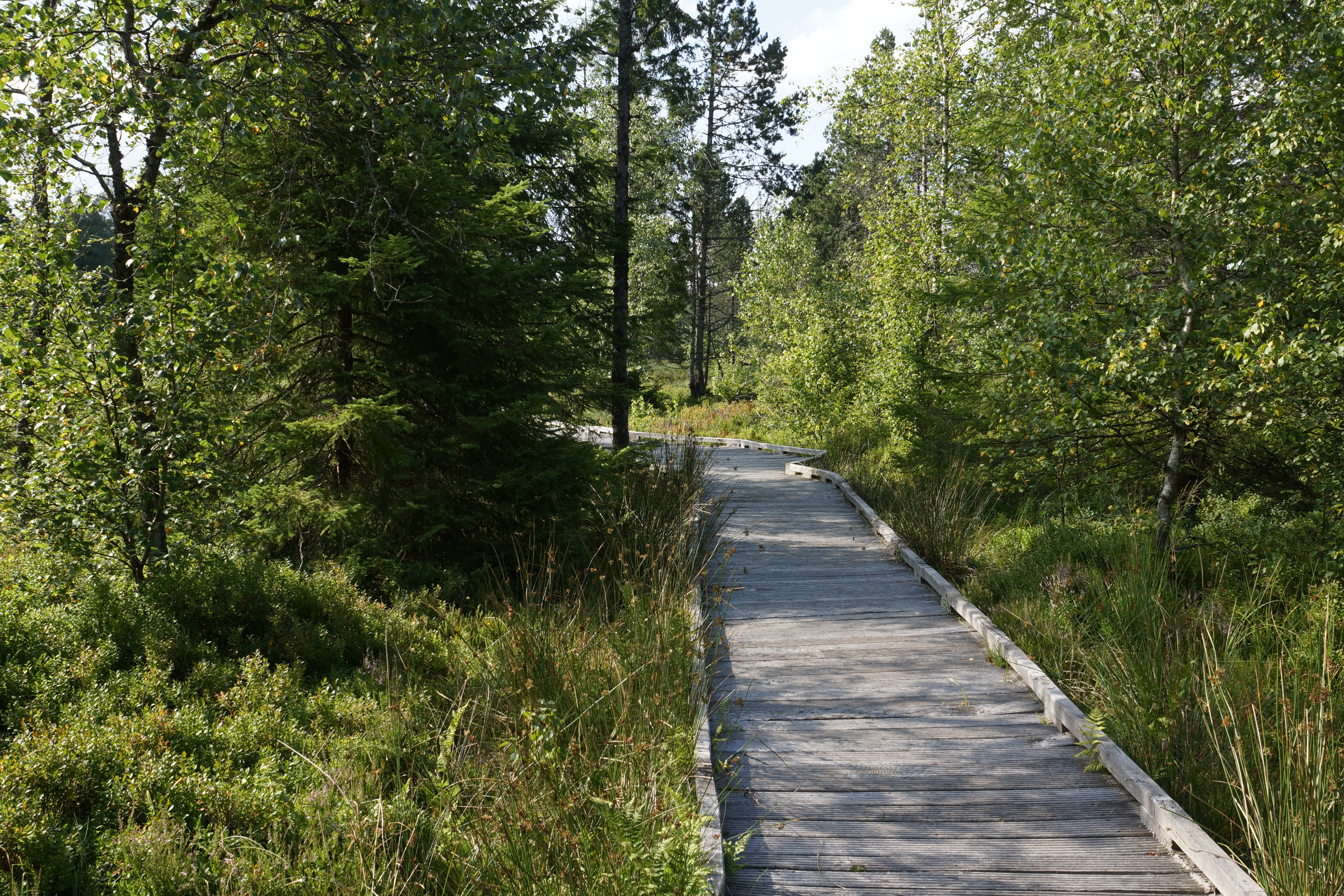
Chemin de découverte des tourbières.
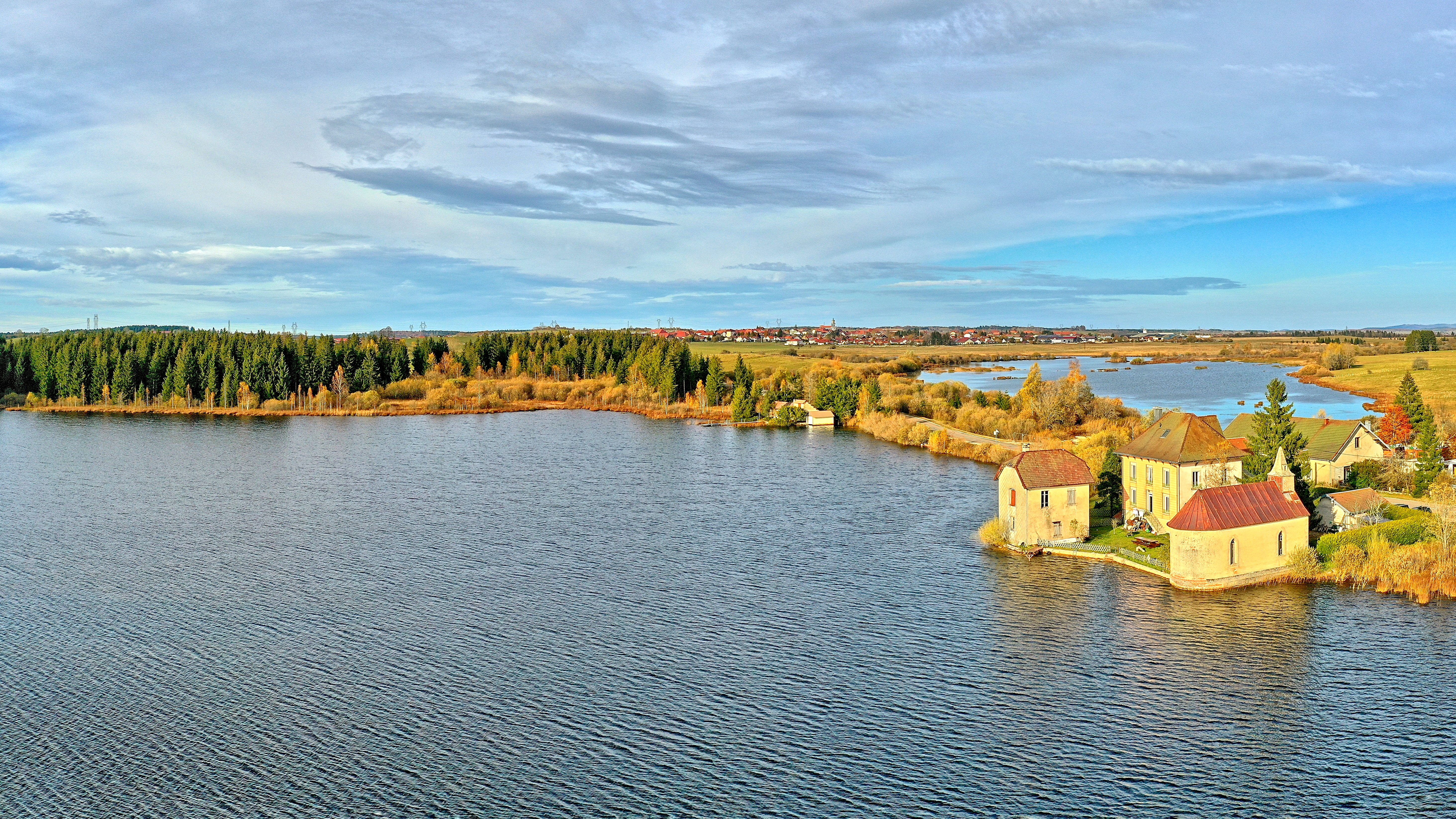
Les étangs.

- La stèle commémorative de l'as de guerre Jean-Mary Accart[26]. Le 1er juin 2010, soixante-dix ans jour pour jour après les faits, une stèle a été inaugurée dans les bois de la commune pour rappeler l'atterrissage en parachute du capitaine Jean-Mary Accart, abattu le 1er juin 1940[27] lors de la Bataille de France. Ce jour-là, le commandant de la SPA 67, l’une des deux escadrilles composant le groupe de chasse I/5 de Reims, avait été grièvement blessé en combat aérien, atteint par lors de son attaque contre un bombardier Heinkel 111, un éclat métallique étant venue se loger dans sa boîte crânienne, entre les yeux. Accart était parvenu à s’extraire du cockpit et à sauter en parachute mais avait  eu le bras gauche retourné par la vitesse de son appareil et s’était brisé la jambe en touchant le sol. Inconscient, il avait été dirigé d’urgence sur un hôpital de Lyon. Jean Accart occupera sa convalescence à rédiger l’un de ses nombreux ouvrages : « Chasseurs du Ciel », témoignage dédié à l’action de son groupe de chasse pendant la guerre. Réalisée par Marcel Dichamp, ferblantier en retraite et passionné d’histoire et de patrimoine, la stèle, érigée là où Accart fut retrouvé évanoui, reproduit le profil caractéristique d’une aile de Curtiss H-75, chasseur américain qui fut livré aux escadrilles de la BA 112 à partir de mars 1939 et grâce auquel les pilotes du GC I/5 – Edmond Marin la Meslée, Michel Dorance, Jean-Mary Accart, les Tchécoslovaques Aloïs Vasatko et François Périna, Maurice Tallent, Georges Lefol et François Morel pour ne citer que les as ayant remporté au moins dix victoires homologuées – allaient faire de leur groupe de chasse le plus titré de l’Armée de l’air à la fin de la campagne de France avec cent onze victoires (d’où son surnom de « Groupe des 111 »). Deux plaques de laiton y sont fixées, une rappelant les circonstances du parachutage du 1er juin 1940. Sur la seconde est écrit : « Mon fidèle Curtiss a lui aussi terminé la guerre. Il est arrivé au sol à mille kilomètres à l’heure et s’est enfoui désespéré. Les Allemands ne l’auront pas». Jean-Mary Accart  a remporté sur cet appareil, la totalité de ses victoires (douze sûres et quatre probables)[28].

## Personnalités liées à la commune
- Jean Simon Loiseau, jurisconsulte français né à Frasne le 10 mai 1776.
- Le général Adolphe Girod (1872-1933), journaliste, ancien maire de Frasne, ancien député du Doubs, créateur de l'aéroport du Bourget[29].
- Jean-Mary Accart, commandant de l'escadrille SPA 67 du groupe de chasse I/5 de Reims et as de guerre, qui, le 1er juin 1940, touché en pleine tête lors d'un combat aérien contre un Heinkel 111, dut abandonner son Curtiss H-75. Il fut récupéré inconscient sur le territoire de la commune.